# وزارة العدل (لبنان)
وزارة العدل في لبنان أنشئت في عام 1920 م، هي إحدى وزارات الحكومة اللبنانية . أول تجسيد للوزارة كان وزارة العدل والممتلكات والأوقاف التي يرأسها مدير العدل. بحلول عام 1959 م، تبنت الوزارة اسمها الحالي وأهدافها المتمثلة في تنظيم وإدارة القضاء في لبنان. وقد تم التأكيد عليها منذ فترة طويلة بموجب مراسيم مختلفة. تضم وزارة العدل حاليا المديرية العامة ومحاكم العدل والمحاكم الإدارية. في المقابل، تشمل المديرية العامة لوزارة العدل الإدارات التالية:
- السلطة التشريعية والاستشارات
- مصلحة القضايا
- معهد الدراسات القضائية
- مديرية القضاة وشؤون الموظفين
- قسم المكتب
- مديرية السجون
- مصلحة الإصلاح الجانحين الأحداث

## تاريخ الوزارة
لمحة تاريخية عن وزارة العدل في لبنان
بعد إعلان دولة لبنان الكبير سنداً لقرار المفوض السامي الفرنسي الجنرال غورو رقم 318 بتاريخ 31 آب 1920، صدر في اليوم التالي، الأول من أيلول، القرار رقم 336 المتعلق بتحديد التنظيمات الادارية المؤقتة لدولة لبنان الكبير. وقد حدد القسم الثاني من هذا القرار «السلطة المركزية والدوائر العامة للدولة»، ونصت المادة 14 منه على أن من بين دوائر الدولة السبع، تأتي في المرتبة الثالثة: «دائرة العدلية والأملاك والأوقاف».
شكلت هذه الدائرة النواة الأولى لوزارة العدل، التي ما لبثت أن استُبدلت تسميتها لتصبح «مديرية العدلية» بموجب القرار رقم 86 تاريخ 29/10/1920 الصادر عن حاكم لبنان الكبير الجنرال ترابو. وقد حدد القرار رقم 86 مهام مديرية العدلية على أنها «إدارة مكلفة تحت رقابة المستشار الفرنساوي بتنظيم وتدبير الادارات العدلية في البلاد، وبالاتصال مع المستشار الفني في المفوضية. فتتلقى منه بالوكالة عن الحاكم، كافة التنظيمات والتعليمات المفيدة. وهي تراقب تطبيق القوانين، والشرائع، والتعليمات القضائية المعمول بها».
ويعود لمدير العدلية «بعد أخذ الرأي الموافق من مستشاره أن يُنهي للحاكم بتعيين ونقل القضاة. وكذلك بتعيين ونقل الموظفين من كتبة، ومباشرين، ومترجمين. ويطلب من رجال القضاء والنيابة العمومية كافة المعلومات، ويبلغ بواسطة المستشارين الاداريين في الألوية كافة التعليمات، والأوامر، والقرارات الصادرة من السلطة العليا. ويهيّئ الميزانية الادارية، ويقدمها إلى أمين السر العام حين الاشتغال بوضع ميزانية الحكومة.»
واستمر اعتماد تسمية «وزارة العدلية» في تنظيم الإدارة العامة الصادر بموجب المرسوم الاشتراعي رقم 12 تاريخ 5/1/1955، إلا أنها استقرت على تسمية «وزارة العدل» بموجب المرسوم الاشتراعي رقم 111 تاريخ 12/6/1959.
وأصبحت وزارة العدل تضم: المديرية العامة والمحاكم العدلية والمحاكم الادارية. وشملت صلاحية المديرية العامة لوزارة العدل الدوائر الآتية:
1. هيئة التشريع والاستشارات.
2. هيئة القضايا.
3. معهد الدروس القضائية.
4. مديرية شؤون القضاة والموظفين.
5. مصلحة الديوان.
6. مديرية السجون.
7. مصلحة إصلاح الاحداث المنحرفين.
8. مصلحة الطب الشرعي والادلة الجنائية.

تجدر الإشارة أخيراً إلى أنه تعاقب 65 وزيراً على رأس وزارة العدل منذ إنشائها في العام 1920 لغاية اليوم، في حين تولّى منصب مدير عام وزارة العدل 11 شخصية قانونية وقضائية.
تطور تسمية وزارة العدل
| التسمية                         | السند القانوني                            | المرجع                             |
| دائرة العدلية والأملاك والأوقاف | القرار رقم 336 تاريخ 1/9/1920             | المفوض السامي الفرنسي الجنرال غورو |
| مديرية العدلية                  | القرار رقم 86 تاريخ 29/10/1920            | حاكم لبنان الكبير ترابو            |
| مصلحة العدلية                   | القرار رقم 589 تاريخ 20/12/1920           | المفوض السامي الفرنسي روبير دي كه  |
| دائرة العدلية                   | القرار رقم 601 تاريخ 30/12/1920           | المفوض السامي الفرنسي روبير دي كه  |
| نظارة العدلية                   | القرار رقم 2867 تاريخ 22/12/1924          | حاكم لبنان الكبير فندنبرغ          |
| وزارة العدلية                   | المرسوم رقم 5 تاريخ 31/5/1926             | الحكومة                            |
| مديرية العدلية                  | القرار عدد55/L.R. بتاريخ 9/5/ 1932        | المفوض السامي الفرنسي هنري بونسو   |
| وزارة العدلية                   | المرسوم رقم 797/K تاريخ 6 آذار 1944       | الحكومة                            |
| وزارة العدل                     | المرسوم الاشتراعي رقم 111 تاريخ 12/6/1959 | الحكومة                            |

## قائمة الوزراء[2]
- تشارلز جيرجي دباس (1920-1926) [ وزير العدل الأول ]
- نجيب عبد القادر قباني (1926-1927)
- شكري بطرس القرضاهي (1927-1928)
- نجيب متى أبو صوان (1928)
- بشارة خليل الخوري (1928-1930)
- أحمد مصطفى الحسيني (1930-1931)
- أغسطس باشا إبراهيم أديب (1931-1932)
- سامي خليل الخوري (1932-1937)
- خير الدين سعيد الأحدب (1937-1938)
- عبد الله عارف اليافي (1938)
- خالد نجيب شهاب (1938-1941)
- فيليب نجيب بول (1941-1943)
- حبيب سالم أبي شهلا (1943)
- أيوب جرجس تابت (1943-1945)
- سعدي محمد المنلة (1945)
- هنري فيليب فرعون (1945)
- سالم حبيب تقلا (1945)
- رياض رضا الصلح (1948-1951)
- رشيد عبد الحميد كرامي (1951)
- بول حليم فياض (1951)
- باسل نجيب طراد (1951)
- موسى ملحم مبارك (1952)
- فؤاد جرجس الخوري (1952-1953)
- بشير محمود الأعور (1953-1954)
- الفريد جورج (1954)
- محي الدين زكريا النسالي (1954)
- تشارلز إسكندر حلو (1954-1955)
- فؤاد نيكولاس غصن (1955)
- غابرييل أسعد المر (1955-1956)
- سامي عبد الرحيم الصلح (1956)
- سالم نصيب لحود (1956-1957)
- إميل داود تيان (1957-1958)
- حسين احمد العويني (1958)
- يوسف حنا السودا (1958-1960)
- نسيم مايكل مجدلاني (1960)
- جبران قيصر نحاس (1960-1961)
- فؤاد جرجي بطرس (1961-1966)
- فيليب حبيب تقلا (1966)
- فؤاد اسكندر رزق (1966-1968)
- ماجد توفيق أرسلان (1968)
- سليمان قبلان فرنجية (1968)
- رشيد يوسف بيضون (1968-1969)
- عادل عبد الله عسيران (1969)
- شفيق ديب الوزان (1969-1970)
- جميل رشيد قبى (1970-1973)
- كاظم إسماعيل خليل (1973-1975)
- نور الدين الرفاعي (1975-1976)
- فريد الياس روفيل (1976-1979)
- خاشيك ديران بابيكيان (1980-1982)
- روجر نيكولاس شيخاني (1982-1984)
- نبيه مصطفى بري (1984-1988)
- لطفي حيدر جابر (1988-1989)
- ادمون امين رزق (1989-1992)
- بهيج بهيج طبارة (1992)
- نصري سليمان المعلوف (1992-1998)
- جوزيف إلياس شاول (1998-2000)
- سمير عدنان الجسر (2000-2004)
- عدنان محمد عضوم (2004-2005)
- تشارلز إلياس رزق (2005)
- خالد محي الدين قباني (2005-2008)
- إبراهيم ألبرت النجار (2008-2011)
- شكيب وديع قرطباوي (2011-2014)
- أشرف أحمد ريفي (2014-2016)
- سالم جان جريساتي (2016-2019)
- ألبرت سرحان (2019-2020)
- ماري كلود نجم (2020-2021)
- هنري خوري (2021 - حتى الآن)